# Yuracarés
Els yuracarés (també anomenat yurujare, yurucare o yurakar) són un poble indígena que viu en 2.500 quilòmetres quadrats al llarg de la ribera del riu Iténez i la conca del riu Chapare, als departaments de Cochabamba i Beni, en les terres baixes bolivianes de la conca de l'Amazones. La majoria resideixen al Territori Comunitari d'Origen Yuracaré (TCO Yuracaré), de 241.171 hectàrees, i al Territori indígena i parc nacional Isiboro-Secure (TIPNIS); uns altres viuen al Territori Indígena Multiètnic I, al TCO de Yuqui i al Territori Indígena de Chimán.
La població que es va autoreconèixer com a yucararé en el cens bolivià de 2001 va ser de 1.366 persones. Aquest número va augmentar a 6.042 en el cens de 2012. Addicionalment aquest cens va registrar 733 yucararés mojeños.